# 近身護衛官
近身護衛官 （古希臘語：Σωματοφύλακες；Somatophylakes），是馬其頓國王的近身護衛軍官。 
最為知名的近身護衛官是在馬其頓亞歷山大大帝和腓力三世時，當時近身護衛官成員共有七名，成員來自馬其頓貴族。近身護衛官在軍隊中位階相當高，地位等同於將軍。雖然近身護衛官慣例只有七名，但亞歷山大大帝在征服印度後破例任命樸塞斯塔斯（Peucestas）為第八名成員。

## 亞歷山大大帝的近身護衛官
BC336–334
- 阿瑞斯托諾斯，利西馬科斯，培松，阿利巴斯，巴拉克魯斯，德米特里，托勒密。

BC333
- 阿瑞斯托諾斯，利西馬科斯，培松，阿利巴斯，巴拉克魯斯，德米特里，赫費斯提翁。

BC332
- 阿瑞斯托諾斯，利西馬科斯，培松，阿利巴斯，美尼斯，德米特里，赫費斯提翁。

BC331
- 阿瑞斯托諾斯，利西馬科斯，培松，列昂納托斯，美尼斯，德米特里，赫費斯提翁。

BC330–327
- 阿瑞斯托諾斯，利西馬科斯，培松，列昂納托斯，佩爾狄卡斯，托勒密一世，赫費斯提翁。

BC326–324
- 阿瑞斯托諾斯，利西馬科斯，培松，列昂納托斯，佩爾狄卡斯，托勒密一世，赫費斯提翁，樸塞斯塔斯

BC323
- 阿瑞斯托諾斯，利西馬科斯，培松，列昂納托斯，佩爾狄卡斯，托勒密一世，樸塞斯塔斯。

## 腓力三世的近身護衛官
BC320
- 奧托迪科斯，阿明塔斯，亞歷山大，托勒密

## 外部連結
- Wiki Classical Dictionary - Somatophylax
- Livius.org - Somatophylax （页面存档备份，存于）